# Nature Index
O Nature Index é um banco de dados que rastreia instituições e países e sua produção científica desde sua introdução em 2016. A cada ano, o Nature Index classifica as principais instituições (que podem ser empresas, universidades, agências governamentais, institutos de pesquisa ou ONGs) e países pelo número de artigos científicos publicados em revistas líderes. Essa classificação também pode ser categorizada por campos individuais de pesquisa, como ciências da vida, química, física ou ciências da terra, com diferentes instituições liderando cada uma. O Índice da Nature foi concebido pela Nature Research. No total, mais de 10.000 instituições estão listadas no Nature Index.

## Metodologia
O Nature Index tenta medir objetivamente a produção científica de instituições e países, levando em consideração as diferenças de qualidade. Portanto, apenas artigos publicados em 82 periódicos selecionados de alta qualidade são contabilizados. Esses periódicos são selecionados por um comitê independente. Se autores de várias instituições e/ou países estiverem envolvidos em um artigo científico, ele é dividido de acordo, presumindo que todos os pesquisadores estiveram igualmente envolvidos no artigo.

## Principais instituições
As 25 principais instituições com maior participação de artigos publicados em periódicos científicos de acordo com o Nature Index 2021, válido para o ano civil de 2020:
| Classificação | Institutição                                   | País           | Participação total |
| ------------- | ---------------------------------------------- | -------------- | ------------------ |
| 1             | Chinese Academy of Sciences                    | China          | 1.887%             |
| 2             | Universidade Harvard                           | Estados Unidos | 0.927%             |
| 3             | Max Planck Society                             | Alemanha       | 0.795%             |
| 4             | French National Centre for Scientific Research | França         | 0.712%             |
| 5             | Universidade Stanford                          | Estados Unidos | 0.638%             |
| 6             | Helmholtz Association                          | Alemanha       | 0.580%             |
| 7             | Massachusetts Institute of Technology          | Estados Unidos | 0.526%             |
| 8             | Universidade de Tokyo                          | Japão          | 0.462%             |
| 9             | Universidade de Oxford                         | Reino Unido    | 0.459%             |
| 10            | Universidade de Cambridge                      | Reino Unido    | 0.456%             |
| 11            | University of Science and Technology of China  | China          | 0.448%             |
| 12            | Peking University                              | China          | 0.446%             |
| 13            | University of the Chinese Academy of Sciences  | China          | 0.425%             |
| 14            | Nanjing University                             | China          | 0.418%             |
| 15            | National Institutes of Health                  | Estados Unidos | 0.401%             |
| 16            | University of Michigan                         | Estados Unidos | 0.398%             |
| 17            | University of California, Berkeley             | Estados Unidos | 0.395%             |
| 18            | Tsinghua University                            | China          | 0.394%             |
| 19            | ETH Zurich                                     | Suíça          | 0.378%             |
| 20            | Universidade Yale                              | Estados Unidos | 0.356%             |
| 21            | University of Toronto                          | Canadá         | 0.343%             |
| 22            | Zhejiang University                            | China          | 0.342%             |
| 23            | University of California, San Diego            | Estados Unidos | 0.339%             |
| 24            | University of California, Los Angeles          | Estados Unidos | 0.338%             |
| 25            | Universidade Columbia                          | Estados Unidos | 0.331%             |

## Principais países
Os 25 principais países com maior participação de artigos publicados em periódicos científicos de acordo com o Nature Index 2021, válido para o ano civil de 2020.
| Classificação | País           | Participação total |
| ------------- | -------------- | ------------------ |
| 1             | Estados Unidos | 20,677%            |
| 2             | China          | 14,256%            |
| 3             | Alemanha       | 4,750%             |
| 4             | Reino Unido    | 3,874%             |
| 5             | Japão          | 3,279%             |
| 6             | França         | 2,224%             |
| 7             | Canadá         | 1,626%             |
| 8             | Coreia do Sul  | 1,520%             |
| 9             | Suíça          | 1,442%             |
| 10            | Austrália      | 1,310%             |
| 11            | Espanha        | 1,239%             |
| 12            | Itália         | 1,134%             |
| 13            | Índia          | 1,039%             |
| 14            | Países Baixos  | 0,972%             |
| 15            | Suécia         | 0,699%             |
| 16            | Israel         | 0,642%             |
| 17            | Singapura      | 0,635%             |
| 18            | Rússia         | 0,534%             |
| 19            | Bélgica        | 0,433%             |
| 20            | Taiwan         | 0,421%             |
| 21            | Dinamarca      | 0,409%             |
| 22            | Áustria        | 0,377%             |
| 23            | Brasil         | 0,308%             |
| 24            | Polónia        | 0,271%             |
| 25            | Chéquia        | 0,222%             |